# Coptops olivacea
Coptops olivacea là một loài bọ cánh cứng trong họ Cerambycidae.